# Землянський Дмитро Семенович
Дмитро Семенович Землянський (березень 1912, село Колбіно Коротояцького повіту Воронезької губернії, тепер Воронезької області, Російська Федерація — 23 вересня 1963, місто Тбілісі, тепер Грузія) — радянський партійний діяч, 2-й секретар ЦК КП Грузії. Депутат Верховної ради Грузинської РСР. Кандидат історичних наук (1955).

## Життєпис
Народився в бідній селянській родині.
З 1929 року — на комсомольській роботі: в 1929—1930 роках — завідувач відділу Коротояцького районного комітету ВЛКСМ.
У 1930—1932 роках — слухач Курського робітничого факультету.
Член ВКП(б) з 1931 року.
У 1932—1933 роках — слухач артилерійської школи РСЧА.
У 1933—1934 роках — пропагандист Коротояцького районного комітету ВЛКСМ Воронезької області.
У 1934—1935 роках — 1-й секретар Коротояцького районного комітету ВЛКСМ Воронезької області.
У 1935—1936 роках — заступник секретаря Нижньодівицького районного комітету ВЛКСМ Воронезької області.
У 1936—1937 роках — 1-й секретар Мордовського районного комітету ВЛКСМ Воронезької області.
У 1937—1939 роках — слухач Вищої школи пропагандистів при ЦК ВКП(б).
У 1939—1940 роках — заступник завідувача відділу пропаганди і агітації ЦК ЛКСМ Казахстану.
У 1940—1941 роках — слухач Вищої партійної школи при ЦК ВКП(б).
У 1941—1942 роках — завідувач сектору ЦК КП(б) Казахстану.
У 1942—1944 роках — секретар Кустанайського обласного комітету КП(б) Казахстану з пропаганди і агітації.
У 1944—1945 роках — слухач Вищої партійної школи при ЦК ВКП(б).
У 1945—1947 роках — секретар Комі обласного комітету ВКП(б) з пропаганди і агітації.
У 1947—1952 роках — секретар Орловського обласного комітету ВКП(б) з пропаганди і агітації.
У 1952—1955 роках — аспірант Академії суспільних наук при ЦК КПРС.
У 1955 році — відповідальний організатор ЦК КП Казахстану.
У 1955—1956 роках — секретар Алма-Атинського обласного комітету КП Казахстану.
У 1956 році — директор Казахстанської республіканської трирічної партійної школи. У 1956—1957 роках — директор Алма-Атинської чотирирічної партійної школи при ЦК КП Казахстану.
У 1957—1961 роках — секретар Куйбишевського обласного комітету КПРС.
У 1961—1962 роках — інструктор ЦК КПРС.
19 грудня 1962 — 23 вересня 1963 року — 2-й секретар ЦК КП Грузії.
Помер 23 вересня 1963 року після важкої жовчнокам'яної хвороби в місті Тбілісі.

## Нагороди
- два ордени «Знак Пошани»
- медаль «За трудову доблесть»